# Monument aux morts de Tournus
Le monument aux morts de Tournus est un mémorial situé place du Champ-de-Mars à Tournus, dans le département français de Saône-et-Loire.

## Histoire
LA COLONNE : Le monument réemploie une colonne romaine des premiers siècles de notre ère. Ce fut galbé mesure 6 mètres de haut pour un diamètre 75 cm à la base. La colonne aurait été retrouvée dans la Saône. On peut noter que d'autres colonnes ont déjà été réemployées dans la crypte de l'abbaye Saint-Philibert.
Elle est réédifiée une première fois sur la place de la Provôté par les habitants de Tournus en 1599 en commémoration de l'édit de Nantes. Elle fut coiffée d'une croix et donna alors son nom à la place de la Belle-Croix, puis remplacée par un drapeau à la Révolution de 1789. Rebaptisée en monument commémoratif de la Liberté, le conseil général chargea le sculpteur lyonnais Joseph Chinard de réaliser une statue de la Liberté sur la colonne, monument inauguré le 30 ventôse an VI. 
Le 9 avril 1816, le préfet ordonne de supprimer la statue et une croix de mission sera installée, elle-même retirée en 1830.
Elle est descendue de son socle en 1867 car elle était menacée de ruine par suite de la gelée et « roulée » dans la cour de la Caserne où elle resta entreposée pendant plus de cinquante ans.
LE MONUMENT
La colonne est érigée de nouveau en 1922, place du champ de Mars,  sur les plans du statuaire Désiré Mathivet à la mémoire des soldats du canton de Tournus morts pendant la Grande Guerre 1914-1918.
La seule colonne est inscrite aux monuments historiques depuis le 29 avril 1931 puis l'ensemble sera inscrit le 7 avril 2016. En septembre 2020, l’édifice est classé.